# 알리 알토넨
알렉시 "알리" 알토넨(핀란드어: Aleksi "Ali" Aaltonen, 1884년 8월 2일 - 1918년 5월)은 핀란드의 군인, 언론인, 정치인이다.
1884년 당시 러시아령 핀란드 서부의 얨새에서 태어나 이위배스퀼래에서 학교를 다니다가 1903년 중퇴하고 군대에 들어가서 러일전쟁에 위관 장교로 종군했다. 이후 러시아 제1혁명에 참여했다가 혁명 실패에 따라 군에서 쫓겨났다. 이후 "알리바바"라는 가명으로 지하 언론활동을 했다.
핀란드 내전이 일어나자 알토넨은 적군에 가담하여 군사를 이끌었다. 탐페레 전투 당시 내실린나 공격을 이끌었다. 이후 음주벽으로 인해 지휘직에서 강판당했다고도 한다. 내전이 적군의 패배로 끝나면서 알토넨은 빌래흐데 철도역에서 백위대에 체포되었다. 그는 헨날라 포로수용소로 보내졌고 그곳에서 백군측 에스토니아인 의용병 한스 칼름에게 총살당했다.

## 참고 자료
- Roselius, Aapo, Teloittajien jäljillä (2007)